# Michał Konstantynowicz (reżyser)
Michał Konstantynowicz, właśc. Michał Radziwiłowicz (ur. 5 września 1879 w Kirsanowie, zm. 18 lipca 1959 w Łodzi) – reżyser teatralny, pedagog, organizator amatorskiego ruchu teatralnego.

## Życiorys
Ukończył prawo na Uniwersytecie Moskiewskim. Zaangażował się w ruch teatralny w moskiewskim Towarzystwie Literatury i Sztuki. Przez krótki okres w 1917 r. był wykładowcą szkoły teatralnej w Saratowie. Od 1921 mieszkał i działał w Polsce, współpracując kolejno z Teatrem Miejskim w Łodzi (1923-1925), Teatrem Miejskim w Lublinie (1925/1926), Teatrem Miejskim w Kaliszu (1926/1927), Teatrem Miejskim w Toruniu (1927/1928). Następnie zaniechał współpracy z teatrami zawodowymi i zaangażował się w amatorski robotniczy ruch teatralny i pracę pedagogiczną. Z amatorskim ruchem teatralnym współpracował również w okresie powojennym opracowując materiały dla zespołów świetlicowych.
W latach 1945–1946 wykładał w reaktywowanym w Łodzi Państwowym Instytucie Sztuki Teatralnej, a następnie w Państwowej Wyższej Szkole Teatralnej (wówczas z siedzibą w Łodzi).